# Saint-Révérend
Saint-Révérend là một xã ở tỉnh Vendée trong vùng Pays de la Loire, Pháp. Xã này có diện tích 15,82 km², dân số năm 2006 là 1272 người. Xã này nằm ở khu vực có độ cao trung bình 25 mét trên mực nước biển.

## Biến động dân số
| Năm | 1962 | 1968 | 1975 | 1982 | 1990 | 1999 | 2006  |
| --- | ---- | ---- | ---- | ---- | ---- | ---- | ----- |
| Dân số | 759  | 772  | 803  | 826  | 812  | 910  | 1 272 |
| From the year 1962 on: No double counting—residents of multiple communes (e.g. students and military personnel) are counted only once. |      |      |      |      |      |      |       |